# Eoanthidium turnericum
Eoanthidium turnericum är en biart som först beskrevs av Mavromoustakis 1934.  Eoanthidium turnericum ingår i släktet Eoanthidium och familjen buksamlarbin. Inga underarter finns listade i Catalogue of Life.